# Departamento de Alto Paraná
Alto Paraná es uno de los diecisiete departamentos que, junto con Asunción, forman la República del Paraguay. Se ubica en el este de la región oriental del país, limitando al norte con Canindeyú, al este con el río Paraná que lo separa del Estado de Paraná (Brasil) y la Provincia de Misiones (Argentina), al sur con Itapúa y al oeste con Caazapá y Caaguazú. Con 763 702 habitantes en 2022, es el segundo departamento más poblado —por detrás de Central—; con 14 895 km², el séptimo más extenso; y con 51,3 hab/km², el tercero más densamente poblado, por detrás de Central y Cordillera. Su capital y distrito más poblado es Ciudad del Este, que alberga el 42% de la población departamental, mientras que su área metropolitana concentra el 76% del total.
A lo largo de su historia, los asentamientos humanos en esta zona fueron casi nulos, debido a la espesa selva que constituía el bosque Atlántico del Alto Paraná. Es probablemente uno de los primeros territorios del actual Paraguay en ser descubierto y recorrido por los europeos, a raíz de la expedición de Alejo García entre 1524 o 1525. En 1542, el explorador español Álvar Núñez Cabeza de Vaca llegó a esta zona, tras un largo viaje desde la Isla de Santa Catarina, y en esta expedición descubrió y describió las Cataratas del Iguazú. Durante los siglos XVI, XVII y XVIII fue zona de tránsito de las incursiones de los bandeirantes e indígenas que hostigaban las villas españolas más orientales y las reducciones jesuíticas situadas más al sur del actual territorio del Paraguay. Recién a finales del siglo XIX y a comienzos del XX se establecen las pequeñas factorías permanentes de empresas que se dedicaban a la explotación maderero-yerbatera en la zona. Finalmente, en 1945 se crea el departamento de Alto Paraná.
Su economía, que aporta un 35% al PIB del país, está basada principalmente en la agricultura y es el mayor productor de soja del país. Por otro lado, las tres centrales hidroeléctricas asentadas en los principales ríos del Alto Paraná lo convierten en uno de los territorios de mayor generación de energía electrohidráulica a nivel mundial. También tanto la ganadería como la industria comprenden un lugar significativo en la economía del departamento.

## Historia
Numerosas fueron las fundaciones en esta zona del país en la época de la Colonia del siglo XVII y transcurriendo parte del siglo XVIII, se instalaron en la zona varios núcleos poblacionales atraídos por la prometedora actividad forestal y yerbatera. Estos centros urbanos fueron organizándose en torno a fuertes militares que cumplían la función de defensa contra los mencionados ataques bandeirantes. De esa época datan los primeros centros urbanos de la zona, como Curuguaty, Ygatimí, Caaguazú, Lima y Ajos.      
Terminada la guerra de la Triple Alianza, estas tierras fueron vendidas generándose grandes latifundios en los que las principales actividades eran la explotación forestal y el cultivo de la yerba mate.
A finales del siglo XIX, era un puerto muy activo conocido con el nombre de Tacurú Pucú, que significa termitero alto, a través de este puerto se enviaba rollos de maderas utilizando el curso del río Paraná hacia la Ciudad de Encarnación en jangadas, y de Encarnación se llevaba comida y vestimentas para las personas que trabajaban en los obrajes.
El departamento fue creado el 10 de julio de 1945, separándose del antiguo departamento de Encarnación (actual Itapúa) y adquiriendo parte de San Pedro (actual Canindeyú). Su primera capital fue Hernandarias. Una nueva modificación territorial ocurrida el 7 de diciembre de 1973 crea el departamento de Canindeyú con parte del territorio del norte de Alto Paraná, quedando de esta manera con su conformación actual y la capital fue trasladada de Hernandarias a Puerto Presidente Stroessner (actual Ciudad del Este).

## Geografía
El departamento de Alto Paraná está ubicado en la Región Oriental, entre los paralelos 24°30′ y 26’ 15’ de latitud sur y los meridianos 54°20′ y 55°20′ de longitud oeste.

### Orografía

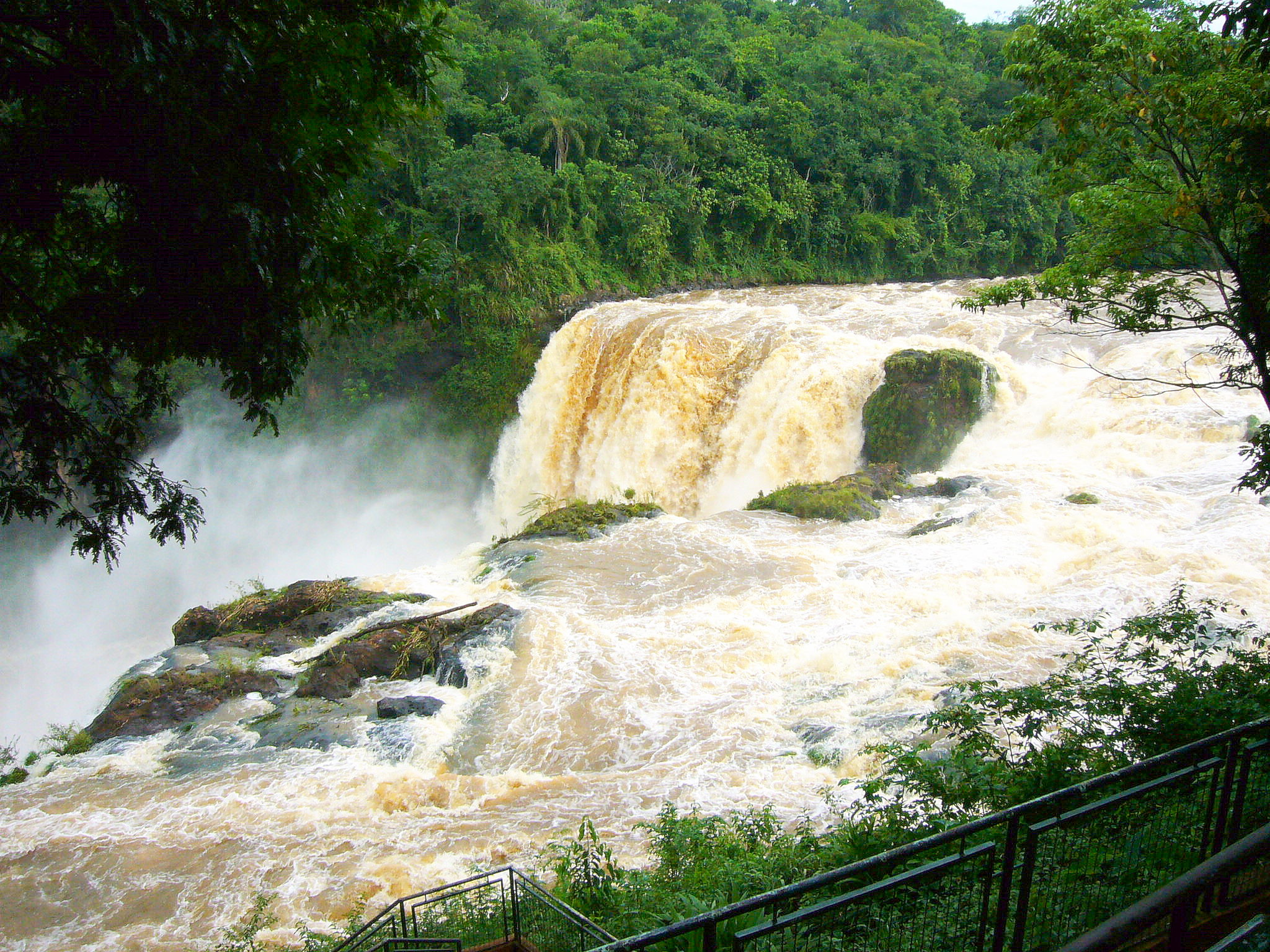
Saltos del Monday, en Presidente Franco.

Alto Paraná está constituido por una combinación de valles estrechos por los que recorren los afluentes del río Paraná y por tierras altas y onduladas con elevaciones que llegan a los 300 m s. n. m..
Las zonas cercanas a la ribera del río Paraná, se caracterizan por la presencia de bosques que se encuentran muy deteriorados por la tala indiscriminada. En estos espacios se han establecido programas de reforestación, con el cultivo de diversas especies.

### Hidrografía

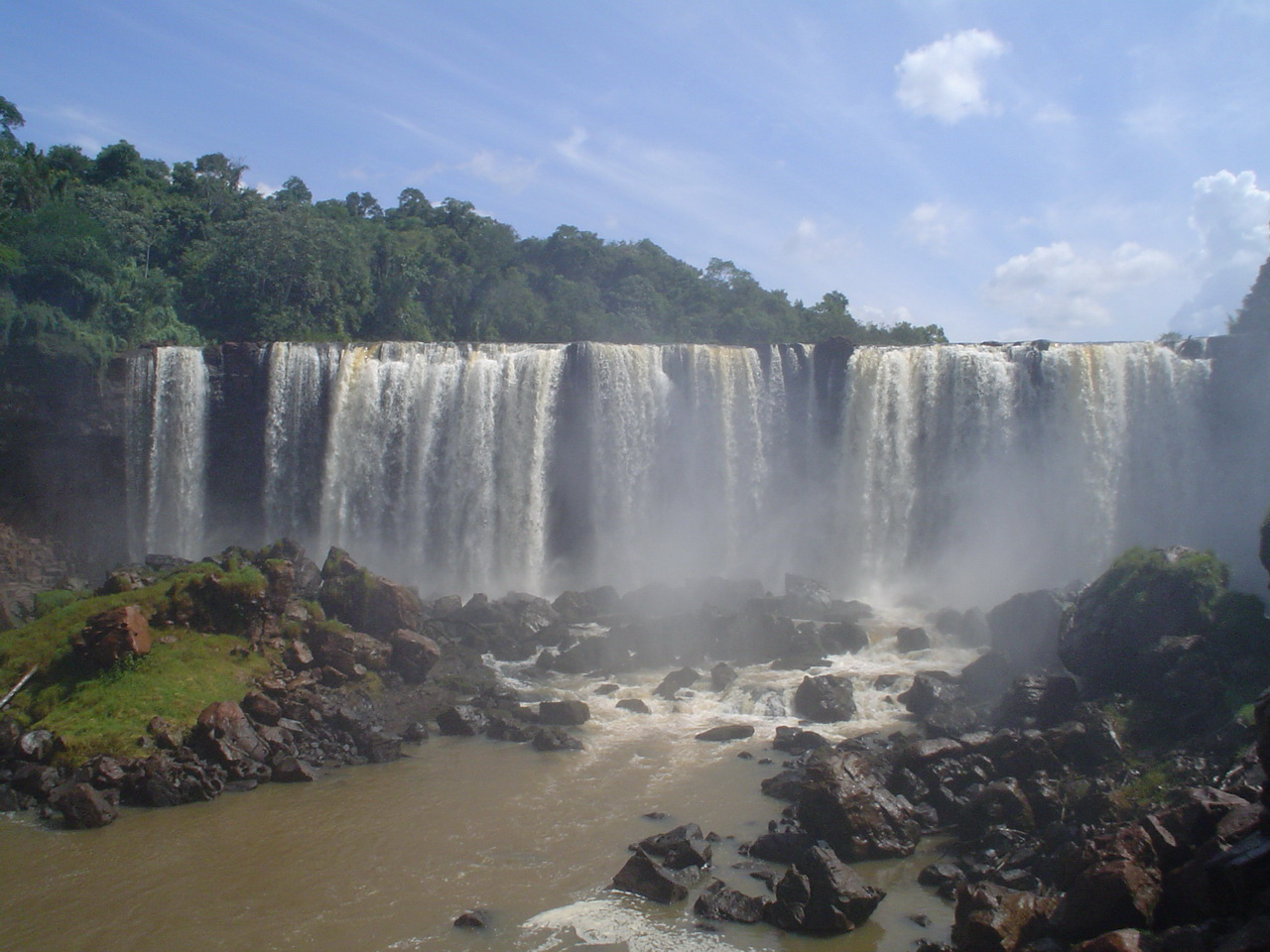
Saltos del Ñacunday, en Ñacunday.

El río Paraná es el principal recurso hídrico del departamento. Entre los principales afluentes del Paraná se encuentran los ríos Acaray, Monday, Itambey, Ñacunday, Limoy, Yñaró, Itabó Guazú, Ypetí, Ycuá Guazú, Yacuí y Pira Pytá. Asimismo numerosos arroyos tienen conexiones con el Paraná y sus afluentes.
Estos cursos de agua se destacan por la presencia de rocas de gran tamaño que dan origen a grandes saltos, entre ellos se destacan los formados en los ríos Monday y Ñacunday.
El poderoso caudal de los ríos Paraná y Acaray han sido aprovechados para la construcción de las usinas hidroeléctricas de Itaipú y la de Acaray.

### Clima
El Alto Paraná presenta una temperatura máxima en el verano de 38 °C. La mínima en el invierno llega a 0 °C. La media anual es de 21 °C.
Cuenta con abundantes precipitaciones durante todo el año, siendo uno de los departamentos más lluviosos del país. Los registros llegan a marcar 1725 mm anuales. Esta es la cifra más alta registrada en todo el país. A consecuencia de ello, la zona posee mucha humedad ambiental durante prácticamente todo el año, aspecto favorable para las tareas agrícolas.
En épocas invernales, son constantes las lloviznas y las neblinas.

## Demografía
El departamento de Alto Paraná es el segundo más poblado del Paraguay, después de Central. Es uno de los departamentos que mayor crecimiento experimentó desde su creación. Y hasta la actualidad, mantiene su alta tasa de crecimiento poblacional.

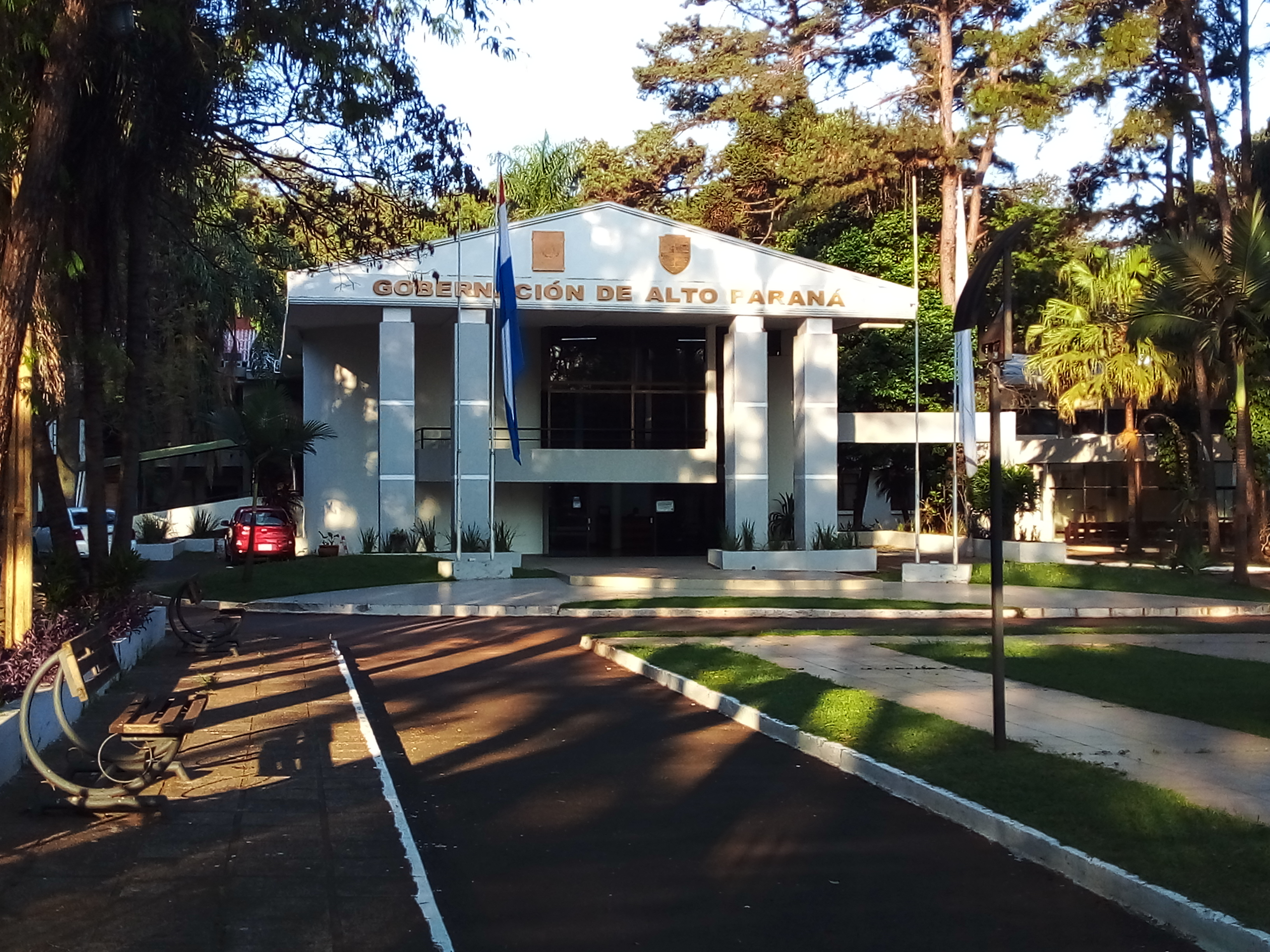
Edificio de la Gobernación del departamento de Alto Paraná. en Ciudad del Este.

| Población Histórica del Departamento de Alto Paraná | Población Histórica del Departamento de Alto Paraná | Población Histórica del Departamento de Alto Paraná |
| Año                                                 | Habitantes                                          | Fuente                                              |
| --------------------------------------------------- | --------------------------------------------------- | --------------------------------------------------- |
| 1950                                                | 9 531                                               | Censo paraguayo de 1950                             |
| 1962                                                | 24 067                                              | Censo paraguayo de 1962                             |
| 1972                                                | 88 607                                              | Censo paraguayo de 1972                             |
| 1982                                                | 199 644                                             | Censo paraguayo de 1982                             |
| 1992                                                | 406 584                                             | Censo paraguayo de 1992                             |
| 2002                                                | 558 672                                             | Censo paraguayo de 2002                             |
| 2012                                                | 737 092                                             | Censo paraguayo de 2012                             |
| 2022                                                | 784 839                                             | Censo paraguayo de 2022                             |

## Gobierno
La máxima autoridad política del departamento es el gobernador, que es electo por voto directo en las elecciones generales y ejerce por un periodo de cinco años. El gobernador es asistido a su vez por una junta departamental, compuesta por 21 ediles titulares e igual cantidad de suplentes. La elección y periodo de gobierno es la misma que la del gobernador. La entidad en que se subdivide el departamento es el municipio, cuyo gobierno es regido por un intendente municipal y una junta municipal, que están compuestas de doce concejales municipales. Ambos cargos son elegidos en las elecciones municipales por sufragio directo y rigen por cinco años.
El departamento de Alto Paraná está constituido en 22 municipios que, a su vez, se dividen en barrios (zonas urbanas) y compañías (zonas rurales):

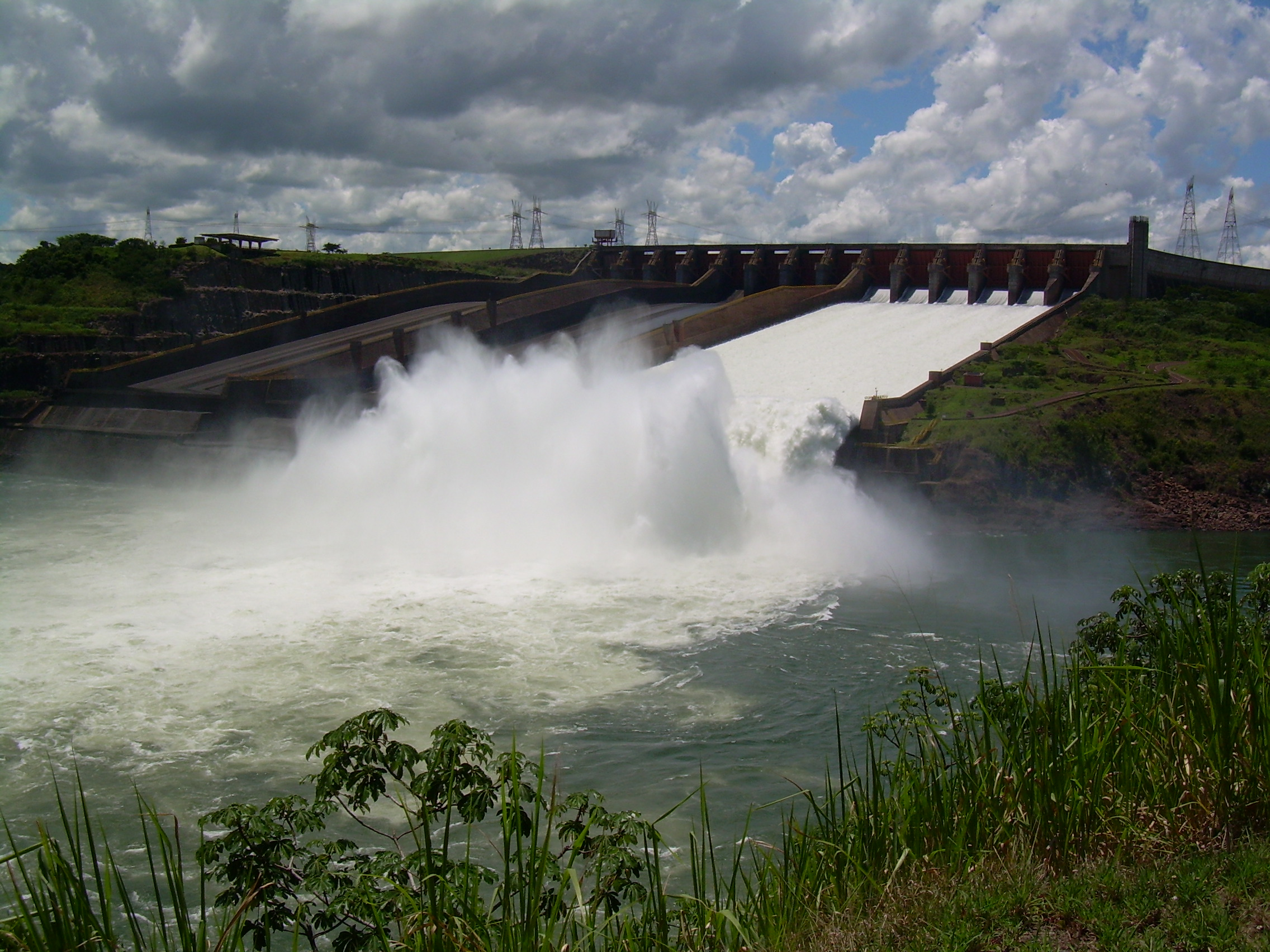
Hidroeléctrica Itaipú.

| N.º | Municipios de Alto Paraná   | Población (2022) |  |
| --- | --------------------------- | ---------------- |  |
| 1   | Ciudad del Este             | 325 819          |  |
| 2   | Doctor Juan León Mallorquín | 16 144           |  |
| 3   | Doctor Raúl Peña            | 5 617            |  |
| 4   | Domingo Martínez de Irala   | 5 035            |  |
| 5   | Hernandarias                | 83 285           |  |
| 6   | Iruña                       | 3 943            |  |
| 7   | Itakyry                     | 27 340           |  |
| 8   | Juan Emilio O'Leary         | 16 092           |  |
| 9   | Los Cedrales                | 7 258            |  |
| 10  | Mbaracayú                   | 6 406            |  |
| 11  | Minga Guazú                 | 81 072           |  |
| 12  | Minga Porá                  | 11 959           |  |
| 13  | Naranjal                    | 6 608            |  |
| 14  | Ñacunday                    | 6 468            |  |
| 15  | Presidente Franco           | 88 744           |  |
| 16  | San Alberto                 | 11 162           |  |
| 17  | San Cristóbal               | 8 563            |  |
| 18  | Santa Fe del Paraná         | 3 981            |  |
| 19  | Santa Rita                  | 27 249           |  |
| 20  | Santa Rosa del Monday       | 5 923            |  |
| 21  | Tavapy                      | 6 903            |  |
| 22  | Yguazú                      | 8 131            |  |
|     | Alto Paraná                 | 763 702          |  |

## Economía
Antiguamente en la zona, la principal actividad era la explotación forestal. En la actualidad, los habitantes se dedican en parte a la industrialización de diversas variedades de madera como ser: cedro, yvyra pyta, lapacho, taperyva guasu, petereby, guatambu, incienso, guaica y otras más. Una actividad importante es el cultivo de eucalipto como reforestación. También es importante la explotación del palmito.
Aproximadamente 440 000 ha son ocupadas para la agricultura. Se produce: soja, maíz, trigo, menta, algodón, caña de azúcar, mandarino, naranjo dulce, tomate, mandioca, batata, arroz, secano, papa, zanahoria, frutilla, girasol, arveja y ka’a he’e.
Se resalta que el departamento figura como uno de los que mayor rendimiento obtiene (KG/HA) en el cultivo de ''Stevia'' en Paraguay.
En este departamento se cría ganado vacuno y porcino. También se destaca la cría de razas indianas como el cebú y nelore.
La industria ocupa un lugar de creciente importancia. Existen fábricas de aceites, de alimentos balanceados, embutidos, aserraderos, molinos arroceros y yerbateros, cerámica, envasadoras de palmitos y productos lácteos.

## Educación
La primera escuela fundada en 1965 nombrada 354 por las 3 maestras Heriberta Vázquez de Escobar, Juliana del Puerto de Osorio y Fidelina Fleitas bajo el mandato del delegado de gobierno, Oddone Sarubbi.
El Alto Paraná cuenta con instituciones que imparten enseñanza inicial, educación escolar básica y educación Media. También reciben educación los grupos indígenas de la zona. También existen universidades privadas como Universidad Católica, Universidad Americana,Universidad Privada del Este,Universidad Tecnologica Intercontinental y la Universidad Nacional del Este.

## Cultura
El Departamento de Alto Paraná está compuesto por ciudadanos de diversos orígenes, lo que hace que la pluriculturalidad sea una constante. Posee instituciones culturales de importancia, entre los cuales se encuentra el Centro de Escritores del Alto Paraná C.E.A.P. fundada el 30 de julio de 2006, y funciona en la Biblioteca Municipal de Ciudad del Este; y en la ciudad de Hernandarias cuenta con la Sede Oficial de la Sociedad de Escritores del Paraguay - Filial Alto Paraná.
En la capital departamental, también se encuentra la Escuela de Artes y Oficios, que además de brindar formación profesional, también brinda espacios para el desarrollo cultural de la región.

## Infraestructura
Entre las vías de acceso más importantes al departamento se encuentra el Aeropuerto Internacional Guaraní en el distrito de Minga Guazú, el segundo en importancia en el país, que ofrece vuelos diarios a Asunción, São Paulo y conexiones. Así mismo, el Puente Internacional de la Amistad en Ciudad del Este sobre el Río Paraná que la conecta con Foz de Iguazú (Brasil), y otro en construcción en Presidente Franco. Las principales vías de comunicación terrestre son: 
Rutas Nacionales
- Ruta PY-02, que atraviesa de este a oeste y une Ciudad del Este con Asunción (343 km) (en duplicación).
- Ruta PY-06, que une Minga Guazú con Encarnación. (248 km).
- Ruta PY-07, que une Capitán Meza (Itapúa) con Pindotý Porá (Canindeyú), atravesando todo Alto Paraná (417 km) (en obras).
- Ruta PY-10, que une Naranjal con Paraguarí (242 km).
- Ruta PY-21, que une Puerto Indio con Juan de Mena (309 km) (en obras).

Rutas Departamentales
| D026 | Alto Paraná            | Intersección PY07/Sta Fe Del Parana - Intersección D087 (Límite Dpto. Canindeyu) |
| D063 | Alto Paraná            | Los Cedrales (Intersección PY07) - Santa Rita (Intersección PY06)                |
| D064 | Alto Paraná            | Intersección PY07 (Ñacunday) - Intersección PY06 (Iruña )                        |
| D065 | Alto Paraná            | Intersección PY10 (San Cristóbal) - Juan Oleary (Intersección PY02)              |
| D007 | Alto Paraná - Caaguazú | Yguazu (Intersección PY02) Intersección PY21 - (Cruce Margarita)                 |

## Medios de comunicación
Posee diversos canales de televisión de aire y por cable, una central automática de teléfonos y numerosas radioemisoras. En Amplitud Modulada: Radio Parque, Itapirú, Magnífica, América, Concierto, La voz de Hernandarias, Cedro Ty, Corpus del Este y Minga Guazú. En Frecuencia Modulada: Guaraní, Progreso, Integración, Del Este, Virtual, Educación, Yguazú, Naranjal, Transparaná, Pionera, Transcontinental, Santa Rita, Pentagrama y El Portal de Itapúa. 
También cuenta con varios periódicos de edición diaria que circulan en Ciudad del Este y área metropolitana, ya sea de manera impresa como en el digital (Vanguardia, CDE HOT, La Clave, El Urbano, Radio Concierto, TN PRESS y La Jornada, entre otros). Asimismo, se editan semanarios y revistas que se distribuyen a nivel nacional.

## Deportes
El fútbol es el deporte más popular y cuenta con un club en la Primera División de Paraguay, el Club Atlético 3 de Febrero, con dos en la División Intermedia, el Cerro Porteño PF y el Paranaense FC y un equipo en la Tercera División de Paraguay el Club Deportivo Sol del Este. El Rugby de Ciudad del Este demuestra un crecimiento rápido. Aquí están los clubes más competitivos de Fútbol sala y de Patinaje del país, el baloncesto también es un deporte muy popular, además están el balonmano, el voleibol, la natación, el tenis, el golf y el remo. Alto Paraná cuenta en el Campeonato Nacional de Fútbol de Salón con 2 grandes potencias a nivel nacional como el caso de la Selección Franqueña de Fútbol de Salón y la Selección Paranaense de Futsal, siendo estas junto a la Selección Amambay de Futsal las selecciones más ganadoras, que cuentan en sus haberes con 9 títulos (Paranaense) y 10 títulos (Presidente Franco) cada una a nivel nacional. Además cuenta con otras ligas menores como el caso de Hernandarias, Mallorquín y Minga Guazú.

## Turismo
Este departamento ofrece una naturaleza muy rica, variada y atractiva, representada principalmente por el río Acaray, el río Paraná y sus afluentes. En Ciudad del Este se encuentra el Parque y lago de la República, lago artificial formado por las aguas del arroyo Amambay y que sirve de pulmón a la ciudad. Este espacio fue creado con la colaboración de todos los municipios del país. Otros atractivos turísticos que posee el departamento son las obras de ingeniería moderna que producen gran admiración de los visitantes como: el Puente de la Amistad, que une Paraguay y Brasil, el complejo hidroeléctrico Itaipú Binacional, la represa hidroeléctrica de Acaray. Entre los principales atractivos destacan:
- Cataratas del Monday
- Refugio Tati Yupí
- Reserva biológica Itabó
- Reserva biológica Limoy
- Parque nacional Ñacunday
- Refugio Pikyry
- Monumento Científico Moisés Bertoni
- Parque ecológico Minga Guazú
- Casa de la cultura en Ciudad del Este
- Museo hídrico El Mensú
- Museo de Historia Natural
- Museo Antropológico y natural de Itaipú